# Llista de monuments de Vic (perifèria)
Llista de monuments de Vic inclosos en l'Inventari del Patrimoni Arquitectònic Català per la perifèria del municipi de Vic (Osona) fora del nucli antic. Inclou els inscrits en el Registre de Béns Culturals d'Interès Nacional (BCIN) amb la classificació de monuments històrics, els Béns Culturals d'Interès Local (BCIL) de caràcter immoble i la resta de béns arquitectònics integrants del patrimoni cultural català.
| Monument                                                                           | Protecció       | Estil/època                              | Localització                                                   | Coordenades                                          | Codi?         | Imatge |
| ---------------------------------------------------------------------------------- | --------------- | ---------------------------------------- | -------------------------------------------------------------- | ---------------------------------------------------- | ------------- | --- |
| El Pont d'en Bruguer                                                               | BCIN 229-MH-EN  | Gòtic XIV-XV                             | Vic                                                            | 41° 56′ 21″ N, 2° 16′ 36″ E / 41.939162°N,2.276568°E | RI-51-0005076 | El Pont d'en Bruguer (Vic) · Vegeu més fotos d'aquest monument · Carregueu una nova foto d'aquest monument                                   |
| La Torre Vella, Torre Vella del Mas Galí                                           | BCIN 1403-MH    | Medieval                                 | Vic Sant Joan del Galí                                         | 41° 55′ 50″ N, 2° 12′ 31″ E / 41.930687°N,2.208571°E | IPA-1578      | La Torre Vella (Vic) · Vegeu més fotos d'aquest monument · Carregueu una nova foto d'aquest monument                                         |
| Castell de Sentfores                                                               | BCIN 1744-MH    | Obra popular Medieval                    | Vic Sentfores                                                  | 41° 54′ 25″ N, 2° 13′ 09″ E / 41.906879°N,2.219078°E | RI-51-0005762 | Carregueu una nova foto d'aquest monument |
| Casa de Malloles                                                                   | BCIN 1745-MH    | Obra popular Medieval, XVII              | Vic C. Malloles                                                | 41° 56′ 50″ N, 2° 16′ 55″ E / 41.947231°N,2.282020°E | RI-51-0005763 | Casa de Malloles (Vic) · Vegeu més fotos d'aquest monument · Carregueu una nova foto d'aquest monument                                       |
| Castell d'en Planes                                                                | BCIN 1746-MH    | XIX-XX                                   | Vic C. Castell d'en Planes                                     | 41° 56′ 10″ N, 2° 14′ 46″ E / 41.936054°N,2.246127°E | RI-51-0005764 | Carregueu una nova foto d'aquest monument |
| Barri de les Adoberies                                                             | BCIN 4117-ZIE   | XVIII-XX                                 | Vic C. Adoberies, c. Aluders, c. Prat d'en Galliners           | 41° 55′ 40″ N, 2° 15′ 25″ E / 41.927793°N,2.257068°E | IPA-41152     | Barri de les Adoberies (Vic) · Vegeu més fotos d'aquest monument · Carregueu una nova foto d'aquest monument                                 |
| Ermita de Sant Sebastià                                                            | BCIN 4186-LH-EN | Obra popular XVI, XVIII                  | Vic Sentfores                                                  | 41° 55′ 34″ N, 2° 11′ 58″ E / 41.926007°N,2.199516°E | IPA-24683     | Ermita de Sant Sebastià (Vic) · Vegeu més fotos d'aquest monument · Carregueu una nova foto d'aquest monument                                |
| Església de la Guia                                                                | BCIL 2011       | Eclecticisme XVII                        | Vic C. Sant Francesc                                           | 41° 55′ 24″ N, 2° 15′ 28″ E / 41.923444°N,2.257754°E | IPA-24510     | Església de la Guia (Vic) · Vegeu més fotos d'aquest monument · Carregueu una nova foto d'aquest monument                                    |
| Clínica de Vic, antiga Quinta de Salud La Alianza                                  | BCIL 2011       | Racionalisme XX Mitjan                   | Vic Rda. Francesc Camprodon, 4                                 | 41° 56′ 04″ N, 2° 15′ 22″ E / 41.934565°N,2.256051°E | IPA-24511     | Clínica de Vic · Vegeu més fotos d'aquest monument · Carregueu una nova foto d'aquest monument                                               |
| Església de la Divina Pastora                                                      | BCIL 2011       | Obra popular XVIII                       | Vic Pl. Anselm Custodi, 6                                      | 41° 55′ 53″ N, 2° 15′ 39″ E / 41.931309°N,2.260877°E | IPA-24512     | Església de la Divina Pastora (Vic) · Vegeu més fotos d'aquest monument · Carregueu una nova foto d'aquest monument                          |
| Habitatge al carrer de l'Arquebisbe Alemany, 12                                    |                 | Noucentisme XX Mitjan                    | Vic C. Arquebisbe Alemany, 12                                  | 41° 55′ 55″ N, 2° 15′ 07″ E / 41.932070°N,2.252035°E | IPA-24513     | Habitatge al carrer de l'Arquebisbe Alemany, 12(Vic) · Vegeu més fotos d'aquest monument · Carregueu una nova foto d'aquest monument         |
| Casa Concepció Verges Vda. Pujol                                                   | BCIL 2011       | Modernisme XX Inici                      | Vic Pla de Balenya, 3                                          | 41° 55′ 56″ N, 2° 15′ 18″ E / 41.932100°N,2.255102°E | IPA-24514     | Casa Concepció Verges Vda. Pujol (Vic) · Vegeu més fotos d'aquest monument · Carregueu una nova foto d'aquest monument                       |
| Escola l'Estel, antiga escola nacional Sant Miquel dels Sants                      | BCIL 2011       | Eclecticisme XX                          | Vic C. Jaume I, 19                                             | 41° 55′ 58″ N, 2° 15′ 25″ E / 41.932710°N,2.256928°E | IPA-24515     | Escola l'Estel (Vic) · Vegeu més fotos d'aquest monument · Carregueu una nova foto d'aquest monument                                         |
| Farinera Costa, la Catalana, abans Fàbrica Torra, ara Centre d'Arts Visuals de Vic | BCIL 2011       | Eclecticisme Enric Sagnier 1896-1897     | Vic C. Bisbe Morgades, 15                                      | 41° 55′ 46″ N, 2° 15′ 03″ E / 41.929454°N,2.250837°E | IPA-24516     | Farinera Costa (Vic) · Vegeu més fotos d'aquest monument · Carregueu una nova foto d'aquest monument                                         |
| Seminari Nou                                                                       | BCIL 2011       | Obra popular XX                          | Vic Ronda Camprodon                                            | 41° 56′ 10″ N, 2° 15′ 25″ E / 41.936030°N,2.256950°E | IPA-24518     | Seminari Nou (Vic) · Vegeu més fotos d'aquest monument · Carregueu una nova foto d'aquest monument                                           |
| Habitatge a la rambla del Carme, 3                                                 | BCIL 2011       | Noucentisme XX                           | Vic Rbla. del Carme, 3                                         | 41° 55′ 53″ N, 2° 15′ 14″ E / 41.931461°N,2.253825°E | IPA-24519     | Habitatge a la rambla del Carme, 3 (Vic) · Vegeu més fotos d'aquest monument · Carregueu una nova foto d'aquest monument                     |
| Casa Miquel Comella                                                                | BCIL 2011       | Noucentisme XX Mitjan                    | Vic Rbla. del Carme, 13                                        | 41° 55′ 53″ N, 2° 15′ 15″ E / 41.931435°N,2.254114°E | IPA-24520     | Casa Miquel Comella (Vic) · Vegeu més fotos d'aquest monument · Carregueu una nova foto d'aquest monument                                    |
| Casa Genís                                                                         | BCIL 2011       | XX                                       | Vic Rbla. del Carme, 37 - c. Manlleu, 1                        | 41° 55′ 53″ N, 2° 15′ 18″ E / 41.931289°N,2.255094°E | IPA-24521     | Casa Genís (Vic) · Vegeu més fotos d'aquest monument · Carregueu una nova foto d'aquest monument                                             |
| Cementiri de Vic                                                                   | BCIL 2011       | Neoclassicisme XIX Mitjan                | Vic Camí del Cementiri                                         | 41° 56′ 12″ N, 2° 15′ 11″ E / 41.936609°N,2.253120°E | IPA-24522     | Cementiri de Vic · Vegeu més fotos d'aquest monument · Carregueu una nova foto d'aquest monument                                             |
| Habitatge al carrer Dr. Junyent, 6                                                 |                 | Eclecticisme XIX                         | Vic C. Dr. Junyent, 6 - Bisbe Morgades                         | 41° 55′ 42″ N, 2° 15′ 04″ E / 41.928360°N,2.251244°E | IPA-24528     | Habitatge al carrer Dr. Junyent, 6 (Vic) · Vegeu més fotos d'aquest monument · Carregueu una nova foto d'aquest monument                     |
| Habitatge al carrer Fusina, 3                                                      |                 | Obra popular XVIII, XX                   | Vic C. Fusina, 3                                               | 41° 55′ 51″ N, 2° 15′ 24″ E / 41.930814°N,2.256779°E | IPA-24531     | Habitatge al carrer Fusina, 3 (Vic) · Vegeu més fotos d'aquest monument · Carregueu una nova foto d'aquest monument                          |
| Habitatge al carrer Fusina, 13                                                     |                 | Eclecticisme XIX                         | Vic C. Fusina, 13                                              | 41° 55′ 51″ N, 2° 15′ 26″ E / 41.930713°N,2.257262°E | IPA-24532     | Habitatge al carrer Fusina, 13 (Vic) · Vegeu més fotos d'aquest monument · Carregueu una nova foto d'aquest monument                         |
| Habitatge al carrer Fusina, 14                                                     |                 | Obra popular XVIII                       | Vic C. Fusina, 14                                              | 41° 55′ 50″ N, 2° 15′ 25″ E / 41.930667°N,2.256979°E | IPA-24533     | Habitatge al carrer Fusina, 14 (Vic) · Vegeu més fotos d'aquest monument · Carregueu una nova foto d'aquest monument                         |
| Casa Josep Casasas                                                                 | BCIL 2011       | Modernisme XX Inici                      | Vic C. Fusina, 15                                              | 41° 55′ 50″ N, 2° 15′ 27″ E / 41.930669°N,2.257420°E | IPA-24534     | Casa Josep Casasas (Vic) · Vegeu més fotos d'aquest monument · Carregueu una nova foto d'aquest monument                                     |
| Habitatge al carrer Fusina, 26                                                     |                 | Obra popular XVIII                       | Vic C. Fusina, 26                                              | 41° 55′ 50″ N, 2° 15′ 27″ E / 41.930593°N,2.257451°E | IPA-24535     | Habitatge al carrer Fusina, 26 (Vic) · Vegeu més fotos d'aquest monument · Carregueu una nova foto d'aquest monument                         |
| Habitatges al carrer Fusina, 32-34                                                 |                 | Obra popular XX                          | Vic C. Fusina, 32-34                                           | 41° 55′ 50″ N, 2° 15′ 28″ E / 41.930536°N,2.257668°E | IPA-24536     | Habitatges al carrer Fusina, 32-34 (Vic) · Vegeu més fotos d'aquest monument · Carregueu una nova foto d'aquest monument                     |
| Hospital de Santa Creu                                                             | BCIL 2011       | Gòtic, renaixement XIV, XX               | Vic Rbla. Hospital                                             | 41° 55′ 40″ N, 2° 15′ 08″ E / 41.927676°N,2.252096°E | IPA-24538     | Hospital de Santa Creu (Vic) · Vegeu més fotos d'aquest monument · Carregueu una nova foto d'aquest monument                                 |
| Casa de Convalescència                                                             | BCIL 2011       | Neoclassicisme XVIII Mitjan              | Vic Rbla. Hospital - Dr. Junyent                               | 41° 55′ 41″ N, 2° 15′ 06″ E / 41.928183°N,2.251704°E | IPA-24542     | Casa de Convalescència (Vic) · Vegeu més fotos d'aquest monument · Carregueu una nova foto d'aquest monument                                 |
| Magatzems Santa Clara                                                              | BCIL 2011       | Darreres tendències XX                   | Vic C. Manlleu, 2                                              | 41° 55′ 52″ N, 2° 15′ 19″ E / 41.931237°N,2.255372°E | IPA-24544     | Magatzems Santa Clara (Vic) · Vegeu més fotos d'aquest monument · Carregueu una nova foto d'aquest monument                                  |
| Casa Joan Quintana                                                                 |                 | Eclecticisme XVIII                       | Vic C. Manlleu, 3                                              | 41° 55′ 53″ N, 2° 15′ 19″ E / 41.931348°N,2.255159°E | IPA-24545     | Casa Joan Quintana (Vic) · Vegeu més fotos d'aquest monument · Carregueu una nova foto d'aquest monument                                     |
| Casa Vilaseca                                                                      |                 | Eclecticisme XIX                         | Vic C. Manlleu, 12                                             | 41° 55′ 54″ N, 2° 15′ 19″ E / 41.931593°N,2.255392°E | IPA-24546     | Casa Vilaseca (Vic) · Vegeu més fotos d'aquest monument · Carregueu una nova foto d'aquest monument                                          |
| Casa Llucià Riubrogent                                                             |                 | Eclecticisme XX                          | Vic C. Manlleu, 14                                             | 41° 55′ 54″ N, 2° 15′ 20″ E / 41.931652°N,2.255427°E | IPA-24547     | Casa Llucià Riubrogent (Vic) · Vegeu més fotos d'aquest monument · Carregueu una nova foto d'aquest monument                                 |
| Habitatge al carrer Manlleu, 15                                                    |                 | Obra popular XIX                         | Vic C. Manlleu, 15                                             | 41° 55′ 54″ N, 2° 15′ 19″ E / 41.931772°N,2.255196°E | IPA-24548     | Habitatge al carrer Manlleu, 15 (Vic) · Vegeu més fotos d'aquest monument · Carregueu una nova foto d'aquest monument                        |
| Habitatge al carrer Manlleu, 23                                                    |                 | Barroc, modernisme XVIII, XX             | Vic C. Manlleu, 23                                             | 41° 55′ 55″ N, 2° 15′ 19″ E / 41.931871°N,2.255238°E | IPA-24549     | Habitatge al carrer Manlleu, 23 (Vic) · Vegeu més fotos d'aquest monument · Carregueu una nova foto d'aquest monument                        |
| Habitatge al carrer Manlleu, 25                                                    |                 | Eclecticisme XVIII                       | Vic C. Manlleu, 25                                             | 41° 55′ 55″ N, 2° 15′ 19″ E / 41.931948°N,2.255267°E | IPA-24550     | Habitatge al carrer Manlleu, 25 (Vic) · Vegeu més fotos d'aquest monument · Carregueu una nova foto d'aquest monument                        |
| Casa Concepció Vergés                                                              |                 | Eclecticisme XIX                         | Vic C. Manlleu, 27                                             | 41° 55′ 55″ N, 2° 15′ 19″ E / 41.932007°N,2.255266°E | IPA-24551     | Casa Concepció Vergés (Vic) · Vegeu més fotos d'aquest monument · Carregueu una nova foto d'aquest monument                                  |
| Habitatge al carrer Manlleu, 28                                                    |                 | Obra popular XVIII                       | Vic C. Manlleu, 28 - c. Nou                                    | 41° 55′ 55″ N, 2° 15′ 20″ E / 41.932048°N,2.255465°E | IPA-24552     | Habitatge al carrer Manlleu, 28 (Vic) · Vegeu més fotos d'aquest monument · Carregueu una nova foto d'aquest monument                        |
| Habitatge al carrer Manlleu, 31                                                    |                 | Eclecticisme XIX Final                   | Vic C. Manlleu, 31                                             | 41° 55′ 57″ N, 2° 15′ 19″ E / 41.932385°N,2.255316°E | IPA-24553     | Habitatge al carrer Manlleu, 31 (Vic) · Vegeu més fotos d'aquest monument · Carregueu una nova foto d'aquest monument                        |
| Habitatge al carrer Manlleu, 46                                                    |                 | Obra popular XIX                         | Vic C. Manlleu, 46                                             | 41° 55′ 57″ N, 2° 15′ 20″ E / 41.932514°N,2.25548°E  | IPA-24554     | Habitatge al carrer Manlleu, 46 (Vic) · Vegeu més fotos d'aquest monument · Carregueu una nova foto d'aquest monument                        |
| Casa Maria Orri                                                                    | BCIL 2011       |                                          | Vic C. Manlleu, 40 - ptge. de l'Horta de Sant Josep, 1         | 41° 55′ 57″ N, 2° 15′ 20″ E / 41.932576°N,2.255537°E | IPA-24555     | Casa Maria Orri (Vic) · Vegeu més fotos d'aquest monument · Carregueu una nova foto d'aquest monument                                        |
| Habitatge al carrer Manlleu i Jaume I                                              |                 | Monumentalisme academicista XX Mitjan    | Vic C. Manlleu - c. Jaume I el conqueridor, 20                 | 41° 55′ 58″ N, 2° 15′ 20″ E / 41.932873°N,2.255558°E | IPA-24556     | Habitatge al carrer Manlleu i Jaume I (Vic) · Vegeu més fotos d'aquest monument · Carregueu una nova foto d'aquest monument                  |
| Habitatge al carrer Manlleu, 85                                                    |                 | XVIII                                    | Vic C. Manlleu, 85                                             | 41° 56′ 02″ N, 2° 15′ 19″ E / 41.933858°N,2.255321°E | IPA-24559     | Habitatge al carrer Manlleu, 85 (Vic) · Vegeu més fotos d'aquest monument · Carregueu una nova foto d'aquest monument                        |
| Casa Antoni Sala i Plans                                                           |                 | Racionalisme XX                          | Vic C. Manlleu, 30 - c. Nou                                    | 41° 55′ 56″ N, 2° 15′ 20″ E / 41.932220°N,2.255499°E | IPA-24560     | Casa Antoni Sala i Plans (Vic) · Vegeu més fotos d'aquest monument · Carregueu una nova foto d'aquest monument                               |
| Casa Josep Rafart                                                                  | BCIL 2011       | Eclecticisme XVIII                       | Vic Pl. Màrtirs, 1-3 - c. Fusina                               | 41° 55′ 50″ N, 2° 15′ 28″ E / 41.930658°N,2.257742°E | IPA-24561     | Casa Josep Rafart (Vic) · Vegeu més fotos d'aquest monument · Carregueu una nova foto d'aquest monument                                      |
| Casa Jaume Casasses                                                                | BCIL 2011       | Modernisme XX                            | Vic Pl. Màrtirs, 4                                             | 41° 55′ 51″ N, 2° 15′ 28″ E / 41.930798°N,2.257789°E | IPA-24562     | Casa Jaume Casasses (Vic) · Vegeu més fotos d'aquest monument · Carregueu una nova foto d'aquest monument                                    |
| Església i Convent de Santa Teresa                                                 | BCIL 2011       | Barroc XVII                              | Vic Rbla. Montcada, 34 - c. Torras i Bages, 2                  | 41° 55′ 45″ N, 2° 15′ 32″ E / 41.929071°N,2.258876°E | IPA-24563     | Església i Convent de Santa Teresa (Vic) · Vegeu més fotos d'aquest monument · Carregueu una nova foto d'aquest monument                     |
| Habitatge al carrer Mossèn Josep Gudiol, 5                                         |                 | Noucentisme XX                           | Vic C. Mossèn Josep Gudiol                                     | 41° 55′ 48″ N, 2° 14′ 58″ E / 41.930054°N,2.249324°E | IPA-24566     | Habitatge al carrer Mossèn Josep Gudiol, 5 (Vic) · Vegeu més fotos d'aquest monument · Carregueu una nova foto d'aquest monument             |
| Casa Pericas                                                                       | BCIL 2011       | Noucentisme XX Mitjan                    | Vic C. Nou, 8                                                  | 41° 55′ 55″ N, 2° 15′ 21″ E / 41.931991°N,2.255907°E | IPA-24567     | Casa Pericas (Vic) · Vegeu més fotos d'aquest monument · Carregueu una nova foto d'aquest monument                                           |
| Casa Serrabou                                                                      | BCIL 2011       | Barroc, eclecticisme XIX Mitjan          | Vic C. Nou, 34                                                 | 41° 55′ 54″ N, 2° 15′ 25″ E / 41.931801°N,2.256844°E | IPA-24568     | Casa Serrabou (Vic) · Vegeu més fotos d'aquest monument · Carregueu una nova foto d'aquest monument                                          |
| Estació de Ferrocarril de Vic                                                      | BCIL 2011       | Eclecticisme XX Inici                    | Vic C. Pare Gallisà                                            | 41° 55′ 52″ N, 2° 14′ 55″ E / 41.931116°N,2.248498°E | IPA-24569     | Estació de Ferrocarril de Vic · Vegeu més fotos d'aquest monument · Carregueu una nova foto d'aquest monument                                |
| Hotel Colon                                                                        | BCIL 2011       | Noucentisme XX Inici                     | Vic Rbla. Passeig, 1                                           | 41° 55′ 51″ N, 2° 15′ 21″ E / 41.930884°N,2.255822°E | IPA-24570     | Hotel Colon (Vic) · Vegeu més fotos d'aquest monument · Carregueu una nova foto d'aquest monument                                            |
| Habitatge al Passeig, 3                                                            | BCIL 2011       | Eclecticisme XX                          | Vic Rbla. Passeig, 3                                           | 41° 55′ 51″ N, 2° 15′ 21″ E / 41.930844°N,2.255859°E | IPA-24571     | Habitatge al Passeig, 3 (Vic) · Vegeu més fotos d'aquest monument · Carregueu una nova foto d'aquest monument                                |
| Casa Josep Genis                                                                   | BCIL 2011       | Eclecticisme XIX Final                   | Vic Rbla. Passeig, 11                                          | 41° 55′ 50″ N, 2° 15′ 22″ E / 41.930679°N,2.256078°E | IPA-24572     | Casa Josep Genis (Vic) · Vegeu més fotos d'aquest monument · Carregueu una nova foto d'aquest monument                                       |
| Habitatge al Passeig, 17                                                           | BCIL 2011       | Modernisme XX Inici                      | Vic Rbla. Passeig, 17                                          | 41° 55′ 48″ N, 2° 15′ 28″ E / 41.929965°N,2.257805°E | IPA-24573     | Habitatge al Passeig, 17 (Vic) · Vegeu més fotos d'aquest monument · Carregueu una nova foto d'aquest monument                               |
| Habitatge al Passeig, 19                                                           | BCIL 2011       | XX Mitjan                                | Vic Rbla. Passeig, 19                                          | 41° 55′ 48″ N, 2° 15′ 29″ E / 41.929917°N,2.257986°E | IPA-24574     | Habitatge al Passeig, 19 (Vic) · Vegeu més fotos d'aquest monument · Carregueu una nova foto d'aquest monument                               |
| Habitatge al Passeig, 61                                                           | BCIL 2011       | Noucentisme XX Mitjan                    | Vic Rbla. Passeig, 61                                          | 41° 55′ 48″ N, 2° 15′ 28″ E / 41.929962°N,2.257827°E | IPA-24575     | Habitatge al Passeig, 61 (Vic) · Vegeu més fotos d'aquest monument · Carregueu una nova foto d'aquest monument                               |
| Escola Jaume Balmes                                                                | BCIL 2011       | Noucentisme XX Mitjan                    | Vic Pere el Gran II                                            | 41° 55′ 35″ N, 2° 15′ 20″ E / 41.926425°N,2.255620°E | IPA-24576     | Escola Jaume Balmes (Vic) · Vegeu més fotos d'aquest monument · Carregueu una nova foto d'aquest monument                                    |
| La Sucrera                                                                         | BCIL 2011       | Modernisme XIX Final                     | Vic C. Historiador Ramon d'Abadal - c. Llotja - av. del Mercat | 41° 55′ 38″ N, 2° 14′ 47″ E / 41.927278°N,2.246318°E | IPA-24577     | La Sucrera (Vic) · Vegeu més fotos d'aquest monument · Carregueu una nova foto d'aquest monument                                             |
| Església del Remei                                                                 | BCIL 2011       | Obra popular XVIII                       | Vic C. del Remei                                               | 41° 55′ 23″ N, 2° 14′ 58″ E / 41.923120°N,2.249514°E | IPA-24578     | Església del Remei (Vic) · Vegeu més fotos d'aquest monument · Carregueu una nova foto d'aquest monument                                     |
| Habitatge al carrer del Remei, 6                                                   |                 | Obra popular, barroc XX Final            | Vic C. del Remei, 6                                            | 41° 55′ 27″ N, 2° 14′ 59″ E / 41.924121°N,2.249707°E | IPA-24579     | Habitatge al carrer del Remei, 6 (Vic) · Vegeu més fotos d'aquest monument · Carregueu una nova foto d'aquest monument                       |
| Habitatges al carrer del Remei, 8-10                                               |                 | Obra popular, barroc XVIII Final         | Vic C. del Remei, 8-10                                         | 41° 55′ 27″ N, 2° 14′ 59″ E / 41.924076°N,2.249726°E | IPA-24580     | Habitatges al carrer del Remei, 8-10 (Vic) · Vegeu més fotos d'aquest monument · Carregueu una nova foto d'aquest monument                   |
| Habitatges al carrer del Remei, 15-17                                              |                 | Obra popular, barroc XVIII               | Vic C. del Remei, 15-17                                        | 41° 55′ 26″ N, 2° 15′ 00″ E / 41.923902°N,2.249987°E | IPA-24581     | Habitatges al carrer del Remei, 15-17 (Vic) · Vegeu més fotos d'aquest monument · Carregueu una nova foto d'aquest monument                  |
| d'habitatges al carrer del Remei, 25-31                                            |                 | Obra popular, barroc XVIII Final         | Vic C. del Remei, 25, 29 i 31                                  | 41° 55′ 25″ N, 2° 15′ 00″ E / 41.923659°N,2.249960°E | IPA-24583     | Conjunt d'habitatges al carrer del Remei, 25-31 (Vic) · Vegeu més fotos d'aquest monument · Carregueu una nova foto d'aquest monument        |
| Habitatge al carrer del Remei, 28                                                  | BCIL 2011       | Modernisme XVIII, XX                     | Vic C. del Remei, 28                                           | 41° 55′ 25″ N, 2° 14′ 59″ E / 41.923549°N,2.249708°E | IPA-24584     | Habitatge al carrer del Remei, 28 (Vic) · Vegeu més fotos d'aquest monument · Carregueu una nova foto d'aquest monument                      |
| Conjunt d'habitatges al carrer del Remei, 39-49                                    |                 | Obra popular, barroc XVIII Final         | Vic C. del Remei, 39-41 i 47-49                                | 41° 55′ 24″ N, 2° 15′ 00″ E / 41.923429°N,2.249921°E | IPA-24585     | Conjunt d'habitatges al carrer del Remei, 39-49 (Vic) · Vegeu més fotos d'aquest monument · Carregueu una nova foto d'aquest monument        |
| Conjunt d'habitatges al carrer Sant Francesc, 23-43                                |                 | Obra popular XVII                        | Vic C. Sant Francesc, 23, 39, 41 i 43                          | 41° 55′ 33″ N, 2° 15′ 26″ E / 41.925840°N,2.257171°E | IPA-24587     | Conjunt d'habitatges al carrer Sant Francesc, 23-43 (Vic) · Vegeu més fotos d'aquest monument · Carregueu una nova foto d'aquest monument    |
| Habitatge al carrer Sant Francesc, 21                                              |                 | Obra popular XVIII                       | Vic C. Sant Francesc, 21                                       | 41° 55′ 34″ N, 2° 15′ 26″ E / 41.926214°N,2.257094°E | IPA-24588     | Habitatge al carrer Sant Francesc, 21 (Vic) · Vegeu més fotos d'aquest monument · Carregueu una nova foto d'aquest monument                  |
| Habitatge al carrer Sant Francesc, 10                                              |                 | Obra popular, eclecticisme XVIII         | Vic C. Sant Francesc, 10                                       | 41° 55′ 36″ N, 2° 15′ 24″ E / 41.926725°N,2.256781°E | IPA-24589     | Habitatge al carrer Sant Francesc, 10 (Vic) · Vegeu més fotos d'aquest monument · Carregueu una nova foto d'aquest monument                  |
| Habitatge al carrer Sant Francesc, 6                                               |                 | Obra popular                             | Vic C. Sant Francesc, 6                                        | 41° 55′ 37″ N, 2° 15′ 24″ E / 41.926815°N,2.256762°E | IPA-24590     | Habitatge al carrer Sant Francesc, 6 (Vic) · Vegeu més fotos d'aquest monument · Carregueu una nova foto d'aquest monument                   |
| Església del Roser                                                                 | BCIL 2011       | Eclecticisme XIX                         | Vic C. Sant Francesc, 51                                       | 41° 55′ 32″ N, 2° 15′ 27″ E / 41.925626°N,2.257445°E | IPA-24591     | Església del Roser (Vic) · Vegeu més fotos d'aquest monument · Carregueu una nova foto d'aquest monument                                     |
| Habitatge al carrer Sant Francesc, 53                                              |                 | Obra popular XVII, XX                    | Vic C. Sant Francesc, 53                                       | 41° 55′ 32″ N, 2° 15′ 26″ E / 41.925507°N,2.257205°E | IPA-24592     | Habitatge al carrer Sant Francesc, 53 (Vic) · Vegeu més fotos d'aquest monument · Carregueu una nova foto d'aquest monument                  |
| Habitatge al carrer Sant Francesc, 64                                              |                 | Obra popular XVII, XX Mitjan             | Vic C. Sant Francesc, 64                                       | 41° 55′ 30″ N, 2° 15′ 26″ E / 41.925052°N,2.257096°E | IPA-24594     | Habitatge al carrer Sant Francesc, 64 (Vic) · Vegeu més fotos d'aquest monument · Carregueu una nova foto d'aquest monument                  |
| Habitatge al carrer Sant Francesc, 71                                              |                 | Obra popular, eclecticisme XIX Final     | Vic C. Sant Francesc, 71                                       | 41° 55′ 30″ N, 2° 15′ 26″ E / 41.925048°N,2.257259°E | IPA-24595     | Habitatge al carrer Sant Francesc, 71 (Vic) · Vegeu més fotos d'aquest monument · Carregueu una nova foto d'aquest monument                  |
| Habitatges al carrer Sant Francesc, 104-106                                        |                 | Obra popular, barroc XVIII               | Vic C. Sant Francesc, 104-106                                  | 41° 55′ 27″ N, 2° 15′ 27″ E / 41.924239°N,2.257401°E | IPA-24597     | Habitatges al carrer Sant Francesc, 104-106 (Vic) · Vegeu més fotos d'aquest monument · Carregueu una nova foto d'aquest monument            |
| Habitatge al carrer Sant Francesc, 114                                             |                 | Obra popular, barroc XVIII, XX           | Vic C. Sant Francesc, 114                                      | 41° 55′ 26″ N, 2° 15′ 27″ E / 41.923983°N,2.257512°E | IPA-24598     | Habitatge al carrer Sant Francesc, 114 (Vic) · Vegeu més fotos d'aquest monument · Carregueu una nova foto d'aquest monument                 |
| Casa Vilarrubia                                                                    | BCIL 2011       | Historicisme XVIII Mitjan                | Vic C. Santa Joaquima Vedruna, 2                               | 41° 55′ 47″ N, 2° 15′ 32″ E / 41.929620°N,2.258834°E | IPA-24600     | Casa Vilarrubia (Vic) · Vegeu més fotos d'aquest monument · Carregueu una nova foto d'aquest monument                                        |
| Convent de Sant Domènec, Escola d'Arts i Oficis                                    | BCIL 2011       | Barroc, neoclassicisme XVIII             | Vic Rbla. de Sant Domènec, 23                                  | 41° 55′ 38″ N, 2° 15′ 13″ E / 41.927227°N,2.253645°E | IPA-24601     | Convent de Sant Domènec (Vic) · Vegeu més fotos d'aquest monument · Carregueu una nova foto d'aquest monument                                |
| Edifici Telefònica                                                                 |                 | Monumentalisme academicista XX           | Vic Sant Fidel, 9                                              | 41° 55′ 51″ N, 2° 15′ 23″ E / 41.930964°N,2.256273°E | IPA-24605     | Edifici Telefònica (Vic) · Vegeu més fotos d'aquest monument · Carregueu una nova foto d'aquest monument                                     |
| Capella de Sant Jaume dels Malalts                                                 | BCIL 2011       | Romànic, gòtic XII                       | Vic C. Sant Jaume                                              | 41° 55′ 18″ N, 2° 15′ 32″ E / 41.921595°N,2.258752°E | IPA-24606     | Capella de Sant Jaume dels Malalts (Vic) · Vegeu més fotos d'aquest monument · Carregueu una nova foto d'aquest monument                     |
| Habitatge al carrer Sant Pere, 40-42                                               |                 | Eclecticisme XVIII                       | Vic C. Sant Pere, 40-42                                        | 41° 55′ 36″ N, 2° 15′ 03″ E / 41.92664°N,2.25080°E   | IPA-24618     | Habitatge al carrer Sant Pere, 40-42 (Vic) · Vegeu més fotos d'aquest monument · Carregueu una nova foto d'aquest monument                   |
| Font al carrer Sant Pere                                                           | BCIL 2011       | Obra popular XIX                         | Vic C. Sant Pere, 42-44                                        | 41° 55′ 36″ N, 2° 15′ 02″ E / 41.926615°N,2.250679°E | IPA-24619     | Font al carrer Sant Pere (Vic) · Vegeu més fotos d'aquest monument · Carregueu una nova foto d'aquest monument                               |
| Habitatge al carrer Sant Pere, 47                                                  |                 | Barroc XVIII                             | Vic C. Sant Pere, 47                                           | 41° 55′ 36″ N, 2° 15′ 03″ E / 41.92658°N,2.25080°E   | IPA-24621     | Habitatge al carrer Sant Pere, 47 (Vic) · Vegeu més fotos d'aquest monument · Carregueu una nova foto d'aquest monument                      |
| Habitatges al carrer Sant Pere, 73 i 77                                            |                 | Obra popular, eclecticisme XVIII, XX     | Vic C. Sant Pere, 73 i 77                                      | 41° 55′ 33″ N, 2° 15′ 00″ E / 41.925972°N,2.250108°E | IPA-24622     | Habitatges al carrer Sant Pere, 73 i 77 (Vic) · Vegeu més fotos d'aquest monument · Carregueu una nova foto d'aquest monument                |
| Casa Magí Callís                                                                   |                 | Obra popular XIX                         | Vic C. Sant Pere, 78                                           | 41° 55′ 33″ N, 2° 15′ 00″ E / 41.925908°N,2.249874°E | IPA-24623     | Casa Magí Callís (Vic) · Vegeu més fotos d'aquest monument · Carregueu una nova foto d'aquest monument                                       |
| Casa Antoni Arumí                                                                  |                 | Obra popular XX Inici                    | Vic C. Sant Pere, 80                                           | 41° 55′ 33″ N, 2° 14′ 59″ E / 41.925822°N,2.249784°E | IPA-24624     | Casa Antoni Arumí (Vic) · Vegeu més fotos d'aquest monument · Carregueu una nova foto d'aquest monument                                      |
| Habitatge al carrer Sant Pere, 91                                                  |                 | Barroc                                   | Vic C. Sant Pere, 91                                           | 41° 55′ 32″ N, 2° 14′ 59″ E / 41.925646°N,2.249816°E | IPA-24625     | Habitatge al carrer Sant Pere, 91 (Vic) · Vegeu més fotos d'aquest monument · Carregueu una nova foto d'aquest monument                      |
| Conjunt d'habitatges al carrer Sant Pere, 104-108                                  |                 | Obra popular XVIII                       | Vic C. Sant Pere, 104-108                                      | 41° 55′ 31″ N, 2° 14′ 59″ E / 41.925240°N,2.249712°E | IPA-24626     | Conjunt d'habitatges al carrer Sant Pere, 104-108 (Vic) · Vegeu més fotos d'aquest monument · Carregueu una nova foto d'aquest monument      |
| Casa Carme Collell o Serratosa                                                     | BCIL 2011       | Noucentisme XX Inici Joaquim Raspall     | Vic C. Torras i Bages, 6                                       | 41° 55′ 45″ N, 2° 15′ 36″ E / 41.929076°N,2.259926°E | IPA-24627     | Casa Carme Collell (Vic) · Vegeu més fotos d'aquest monument · Carregueu una nova foto d'aquest monument                                     |
| Habitatge al carrer Torras i Bages, 10                                             | BCIL 2011       | Noucentisme XX Inici                     | Vic C. Torras i Bages, 10                                      | 41° 55′ 45″ N, 2° 15′ 36″ E / 41.929036°N,2.260077°E | IPA-24628     | Habitatge al carrer Torras i Bages, 10 (Vic) · Vegeu més fotos d'aquest monument · Carregueu una nova foto d'aquest monument                 |
| Habitatge al carrer Torras i Bages, 12                                             | BCIL 2011       | Noucentisme XX Inici                     | Vic C. Torras i Bages, 12                                      | 41° 55′ 44″ N, 2° 15′ 37″ E / 41.929023°N,2.260198°E | IPA-24629     | Habitatge al carrer Torras i Bages, 12 (Vic) · Vegeu més fotos d'aquest monument · Carregueu una nova foto d'aquest monument                 |
| Habitatge al carrer Torras i Bages, 14                                             | BCIL 2011       | Modernisme XX Inici                      | Vic C. Torras i Bages, 14                                      | 41° 55′ 44″ N, 2° 15′ 37″ E / 41.928992°N,2.260276°E | IPA-24630     | Habitatge al carrer Torras i Bages, 14 (Vic) · Vegeu més fotos d'aquest monument · Carregueu una nova foto d'aquest monument                 |
| Habitatge al carrer Torras i Bages, 16                                             | BCIL 2011       | Modernisme XX Inici                      | Vic C. Torras i Bages, 16                                      | 41° 55′ 44″ N, 2° 15′ 37″ E / 41.928975°N,2.260385°E | IPA-24631     | Habitatge al carrer Torras i Bages, 16 (Vic) · Vegeu més fotos d'aquest monument · Carregueu una nova foto d'aquest monument                 |
| Casa Antoni Aguilar                                                                | BCIL 2011       | Modernisme XX Inici                      | Vic C. Torras i Bages, 18                                      | 41° 55′ 44″ N, 2° 15′ 38″ E / 41.928940°N,2.260476°E | IPA-24632     | Casa Antoni Aguilar (Vic) · Vegeu més fotos d'aquest monument · Carregueu una nova foto d'aquest monument                                    |
| Casa Espona                                                                        | BCIL 2011       | Noucentisme XX Inici                     | Vic C. Torras i Bages, 20                                      | 41° 55′ 44″ N, 2° 15′ 38″ E / 41.928942°N,2.260521°E | IPA-24633     | Casa Espona (Vic) · Vegeu més fotos d'aquest monument · Carregueu una nova foto d'aquest monument                                            |
| Caixa de Pensions per a la Vellesa i d'Estalvis                                    | BCIL 2011       | Noucentisme XX Mitjan                    | Vic C. Jacint Verdaguer, 7 - rambla de l'Hospital, 2           | 41° 55′ 49″ N, 2° 15′ 10″ E / 41.930306°N,2.252786°E | IPA-24634     | Caixa de Pensions per a la Vellesa i d'Estalvis (Vic) · Vegeu més fotos d'aquest monument · Carregueu una nova foto d'aquest monument        |
| Casa Puig, casa d'habitatges                                                       | BCIL 2011       | Noucentisme Josep Maria Pericas XX Inici | Vic C. Verdaguer, 19                                           | 41° 55′ 50″ N, 2° 15′ 05″ E / 41.930540°N,2.251360°E | IPA-24635     | Casa Puig (Vic) · Vegeu més fotos d'aquest monument · Carregueu una nova foto d'aquest monument                                              |
| Casa Fortuny                                                                       | BCIL 2011       | Modernisme XX Inici                      | Vic C. Verdaguer, 9                                            | 41° 55′ 49″ N, 2° 15′ 09″ E / 41.930372°N,2.252508°E | IPA-24637     | Casa Fortuny (Vic) · Vegeu més fotos d'aquest monument · Carregueu una nova foto d'aquest monument                                           |
| El Mercer                                                                          | BCIL 2011       | Obra popular XVIII                       | Vic Al final del c. Sant Jaume                                 | 41° 55′ 04″ N, 2° 15′ 48″ E / 41.917846°N,2.263278°E | IPA-24638     | El Mercer (Vic) · Vegeu més fotos d'aquest monument · Carregueu una nova foto d'aquest monument                                              |
| L'Osona                                                                            | BCIL 2011       | Obra popular XVIII                       | Vic A 500 m Institut Jaume Callís                              | 41° 56′ 05″ N, 2° 14′ 22″ E / 41.934640°N,2.239316°E | IPA-24639     | L'Osona (Vic) · Vegeu més fotos d'aquest monument · Carregueu una nova foto d'aquest monument                                                |
| El Molí del Llobet                                                                 |                 | Obra popular XX                          | Vic Polígon industrial                                         | 41° 56′ 56″ N, 2° 16′ 38″ E / 41.949004°N,2.277350°E | IPA-24641     | Carregueu una nova foto d'aquest monument |
| La Torre d'en Franch                                                               | BCIL 2011       | Obra popular XX                          | Vic Pas a nivell del tren                                      | 41° 55′ 01″ N, 2° 15′ 09″ E / 41.916830°N,2.252449°E | IPA-24643     | La Torre d'en Franch (Vic) · Vegeu més fotos d'aquest monument · Carregueu una nova foto d'aquest monument                                   |
| Capella de Sant Llàtzer                                                            | BCIL 2011       | Obra popular XVI                         | Vic Ctra. Vic-Calldetenes                                      | 41° 55′ 34″ N, 2° 16′ 28″ E / 41.926212°N,2.274453°E | IPA-24645     | Capella de Sant Llàtzer (Vic) · Vegeu més fotos d'aquest monument · Carregueu una nova foto d'aquest monument                                |
| El Bruguer Nou                                                                     |                 | Obra popular XIX                         | Vic Ctra. de Roda de Ter                                       | 41° 56′ 36″ N, 2° 16′ 54″ E / 41.943397°N,2.281599°E | IPA-24646     | El Bruguer Nou (Vic) · Vegeu més fotos d'aquest monument · Carregueu una nova foto d'aquest monument                                         |
| Bruguer Vell                                                                       | BCIL 2011       | Obra popular XVIII                       | Vic                                                            | 41° 56′ 26″ N, 2° 16′ 34″ E / 41.940655°N,2.275990°E | IPA-24648     | Bruguer Vell (Vic) · Vegeu més fotos d'aquest monument · Carregueu una nova foto d'aquest monument                                           |
| Casa del Molí del Llobet                                                           |                 | Obra popular XIX                         | Vic C. del Molí del Llobet                                     | 41° 56′ 57″ N, 2° 16′ 40″ E / 41.949033°N,2.277693°E | IPA-24649     | Casa del Molí del Llobet (Vic) · Vegeu més fotos d'aquest monument · Carregueu una nova foto d'aquest monument                               |
| El Cantarell                                                                       | BCIL 2011       | Obra popular XVII                        | Vic Ctra. Vic-Roda, km 2                                       | 41° 56′ 17″ N, 2° 16′ 40″ E / 41.938056°N,2.277735°E | IPA-24651     | El Cantarell (Vic) · Vegeu més fotos d'aquest monument · Carregueu una nova foto d'aquest monument                                           |
| El Molí Nou                                                                        |                 | Obra popular XVII                        | Vic Ctra. de Roda a Vic, km 2                                  | 41° 56′ 19″ N, 2° 16′ 39″ E / 41.938563°N,2.277392°E | IPA-24652     | Carregueu una nova foto d'aquest monument |
| El Morgull                                                                         |                 | Obra popular                             | Vic Ctra. de Roda a Vic, km 2                                  | 41° 56′ 18″ N, 2° 16′ 32″ E / 41.938197°N,2.275439°E | IPA-24653     | El Morgull (Vic) · Vegeu més fotos d'aquest monument · Carregueu una nova foto d'aquest monument                                             |
| Sant Francesc s'hi Moria                                                           | BCIL 2011       | Romànic XIII                             | Vic Ctra. de Roda a Vic, km 3,5                                | 41° 57′ 16″ N, 2° 16′ 59″ E / 41.954507°N,2.283164°E | IPA-24654     | Sant Francesc s'hi Moria (Vic) · Vegeu més fotos d'aquest monument · Carregueu una nova foto d'aquest monument                               |
| Can Sargantana                                                                     |                 | Obra popular XIX                         | Vic C. de l'Ermita de Sant Francesc - c. de Pruit              | 41° 57′ 10″ N, 2° 17′ 03″ E / 41.952811°N,2.284130°E | IPA-24655     | Carregueu una nova foto d'aquest monument |
| El Blanch                                                                          |                 | Obra popular                             | Vic Ctra. Vic a Puigcerdà, a 1 km de Vic                       | 41° 54′ 34″ N, 2° 14′ 17″ E / 41.909439°N,2.237975°E | IPA-24656     | El Blanch (Vic) · Vegeu més fotos d'aquest monument · Carregueu una nova foto d'aquest monument                                              |
| Codinachs                                                                          |                 | Obra popular XVII                        | Vic Ctra. Barcelona a Puigcerdà                                | 41° 54′ 47″ N, 2° 14′ 27″ E / 41.913097°N,2.240850°E | IPA-24657     | Carregueu una nova foto d'aquest monument |
| Can Baixeres, Can Baixeres de la Casa Roja                                         |                 | Obra popular                             | Vic Ctra. Vic-Taradell                                         | 41° 54′ 15″ N, 2° 15′ 53″ E / 41.904271°N,2.264845°E | IPA-24658     | Carregueu una nova foto d'aquest monument |
| Església de la Guixa                                                               |                 | Neoclassicisme XIX                       | Vic Pl. de l'Església, la Guixa                                | 41° 54′ 49″ N, 2° 13′ 41″ E / 41.913523°N,2.227922°E | IPA-24661     | Església de la Guixa (Vic) · Vegeu més fotos d'aquest monument · Carregueu una nova foto d'aquest monument                                   |
| El Bosc                                                                            | BCIL 2011       | Obra popular XIX                         | Vic Sant Joan del Galí                                         | 41° 56′ 06″ N, 2° 12′ 38″ E / 41.935124°N,2.210563°E | IPA-24663     | Carregueu una nova foto d'aquest monument |
| La Carrera                                                                         | BCIL 2011       | Obra popular XVII, XVIII                 | Vic Sentfores                                                  | 41° 53′ 49″ N, 2° 13′ 08″ E / 41.896935°N,2.218996°E | IPA-24664     | Carregueu una nova foto d'aquest monument |
| Casals                                                                             |                 | Obra popular                             | Vic Sentfores                                                  | 41° 54′ 49″ N, 2° 13′ 27″ E / 41.913724°N,2.224100°E | IPA-24665     | Carregueu una nova foto d'aquest monument |
| Mas la Codina                                                                      | BCIL 2011       | Obra popular XVII, XIX                   | Vic Sentfores                                                  | 41° 55′ 08″ N, 2° 13′ 32″ E / 41.918796°N,2.225570°E | IPA-24666     | Carregueu una nova foto d'aquest monument |
| Fontarnau                                                                          | BCIL 2011       | Obra popular XVIII                       | Vic Sentfores                                                  | 41° 53′ 52″ N, 2° 12′ 40″ E / 41.897748°N,2.211141°E | IPA-24669     | Carregueu una nova foto d'aquest monument |
| Fontcoberta de Baix                                                                | BCIL 2011       | Obra popular XVI                         | Vic Sentfores                                                  | 41° 55′ 37″ N, 2° 14′ 03″ E / 41.926895°N,2.234047°E | IPA-24671     | Fontcoberta de Baix (Vic) · Vegeu més fotos d'aquest monument · Carregueu una nova foto d'aquest monument                                    |
| El Franch                                                                          | BCIL 2011       | Obra popular                             | Vic Sentfores                                                  | 41° 55′ 40″ N, 2° 12′ 46″ E / 41.927877°N,2.212681°E | IPA-24672     | Carregueu una nova foto d'aquest monument |
| Gatillepa                                                                          | BCIL 2011       | Obra popular XIX                         | Vic Sentfores                                                  | 41° 55′ 29″ N, 2° 13′ 25″ E / 41.924623°N,2.223654°E | IPA-24673     | Carregueu una nova foto d'aquest monument |
| La Miranda                                                                         |                 | Obra popular XIX                         | Vic Sentfores                                                  | 41° 53′ 26″ N, 2° 12′ 36″ E / 41.890688°N,2.210088°E | IPA-24674     | Carregueu una nova foto d'aquest monument |
| L'Om                                                                               |                 | Obra popular XVII                        | Vic Sentfores                                                  | 41° 54′ 35″ N, 2° 12′ 16″ E / 41.909640°N,2.204423°E | IPA-24675     | L'Om (Vic) · Vegeu més fotos d'aquest monument · Carregueu una nova foto d'aquest monument                                                   |
| Pujolar                                                                            | BCIL 2011       | Obra popular XVII                        | Vic Sentfores                                                  | 41° 54′ 34″ N, 2° 13′ 23″ E / 41.909529°N,2.223065°E | IPA-24676     | Pujolar (Vic) · Vegeu més fotos d'aquest monument · Carregueu una nova foto d'aquest monument                                                |
| La Riera                                                                           | BCIL 2011       | Obra popular XVIII                       | Vic Sentfores                                                  | 41° 54′ 46″ N, 2° 12′ 38″ E / 41.912708°N,2.210565°E | IPA-24677     | La Riera (Vic) · Vegeu més fotos d'aquest monument · Carregueu una nova foto d'aquest monument                                               |
| Salou                                                                              |                 | Obra popular XV                          | Vic Sentfores                                                  | 41° 53′ 03″ N, 2° 11′ 42″ E / 41.884260°N,2.194878°E | IPA-24679     | Carregueu una nova foto d'aquest monument |
| Sant Joan del Galí o de Sentfores                                                  | BCIL 2011       | Obra popular XVII                        | Vic Sentfores                                                  | 41° 55′ 52″ N, 2° 12′ 30″ E / 41.931036°N,2.208409°E | IPA-24680     | Sant Joan del Galí (Vic) · Vegeu més fotos d'aquest monument · Carregueu una nova foto d'aquest monument                                     |
| Església de Sant Martí de Sentfores                                                | BCIL 2011       | Romànic, barroc XII, XVII                | Vic Sentfores                                                  | 41° 54′ 29″ N, 2° 12′ 16″ E / 41.908158°N,2.204369°E | IPA-24681     | Església de Sant Martí de Sentfores (Vic) · Vegeu més fotos d'aquest monument · Carregueu una nova foto d'aquest monument                    |
| Capella de Sant Ramon                                                              | BCIL 2011       | Eclecticisme XIX                         | Vic Sentfores                                                  | 41° 55′ 41″ N, 2° 13′ 10″ E / 41.928099°N,2.219547°E | IPA-24682     | Carregueu una nova foto d'aquest monument |
| Sobrebosc                                                                          |                 | Obra popular, modernisme XX              | Vic Sentfores                                                  | 41° 53′ 26″ N, 2° 11′ 57″ E / 41.890599°N,2.199217°E | IPA-24684     | Carregueu una nova foto d'aquest monument |
| Soler Botei                                                                        | BCIL 2011       | Eclecticisme, modernisme XIX             | Vic Sentfores                                                  | 41° 55′ 14″ N, 2° 11′ 36″ E / 41.920582°N,2.193343°E | IPA-24685     | Soler Botei (Vic) · Vegeu més fotos d'aquest monument · Carregueu una nova foto d'aquest monument                                            |
| La Talleda - la Taieda                                                             | BCIL 2011       | Obra popular XVII                        | Vic Sentfores                                                  | 41° 53′ 35″ N, 2° 12′ 29″ E / 41.893188°N,2.208141°E | IPA-24686     | Carregueu una nova foto d'aquest monument |
| Toneu                                                                              |                 | Obra popular XVII                        | Vic Sentfores                                                  | 41° 55′ 53″ N, 2° 10′ 52″ E / 41.931438°N,2.181012°E | IPA-24687     | Carregueu una nova foto d'aquest monument |
| Habitatge al carrer Gurb, 9, i Capella de Sant Albert                              |                 | Eclecticisme, gòtic tardà XIX            | Vic C. Gurb, 9                                                 | 41° 55′ 53″ N, 2° 15′ 12″ E / 41.93150°N,2.25327°E   | IPA-24690     | Habitatge al carrer Gurb, 9 (Vic) · Vegeu més fotos d'aquest monument · Carregueu una nova foto d'aquest monument                            |
| Casa Josep Andreu                                                                  |                 | Modernisme XX Inici                      | Vic C. Gurb, 25                                                | 41° 55′ 54″ N, 2° 15′ 11″ E / 41.931773°N,2.252944°E | IPA-24692     | Casa Josep Andreu (Vic) · Vegeu més fotos d'aquest monument · Carregueu una nova foto d'aquest monument                                      |
| Habitatge al carrer Gurb, 24                                                       |                 | Obra popular XIX                         | Vic C. Gurb, 24                                                | 41° 55′ 56″ N, 2° 15′ 10″ E / 41.932168°N,2.252758°E | IPA-24693     | Habitatge al carrer Gurb, 24 (Vic) · Vegeu més fotos d'aquest monument · Carregueu una nova foto d'aquest monument                           |
| Habitatge al carrer Gurb, 29                                                       |                 | Eclecticisme XVIII Mitjan                | Vic C. Gurb, 29                                                | 41° 55′ 55″ N, 2° 15′ 10″ E / 41.931889°N,2.252798°E | IPA-24694     | Habitatge al carrer Gurb, 29 (Vic) · Vegeu més fotos d'aquest monument · Carregueu una nova foto d'aquest monument                           |
| Habitatge al carrer Gurb, 37                                                       |                 | Eclecticisme XX Inici                    | Vic C. Gurb, 37 - Pla de Balenyà                               | 41° 55′ 56″ N, 2° 15′ 10″ E / 41.932199°N,2.252692°E | IPA-24695     | Habitatge al carrer Gurb, 37 (Vic) · Vegeu més fotos d'aquest monument · Carregueu una nova foto d'aquest monument                           |
| Conjunt d'habitatges al carrer Gurb, 32-36                                         |                 | Obra popular XVIII                       | Vic C. Gurb, 32-36 - Pla de Balenyà                            | 41° 55′ 56″ N, 2° 15′ 09″ E / 41.932315°N,2.252521°E | IPA-24696     | Conjunt d'habitatges al carrer Gurb, 32-36 (Vic) · Vegeu més fotos d'aquest monument · Carregueu una nova foto d'aquest monument             |
| Habitatge al carrer Gurb, 46                                                       |                 | Obra popular XIX Final                   | Vic C. Gurb, 46                                                | 41° 55′ 57″ N, 2° 15′ 09″ E / 41.932404°N,2.252394°E | IPA-24698     | Habitatge al carrer Gurb, 46 (Vic) · Vegeu més fotos d'aquest monument · Carregueu una nova foto d'aquest monument                           |
| Habitatges al carrer Gurb, 47-49                                                   |                 | Eclecticisme XVIII Final                 | Vic C. Gurb, 47-49                                             | 41° 55′ 56″ N, 2° 15′ 08″ E / 41.932327°N,2.252304°E | IPA-24699     | Habitatges al carrer Gurb, 47-49 (Vic) · Vegeu més fotos d'aquest monument · Carregueu una nova foto d'aquest monument                       |
| Habitatge al carrer Gurb, 51                                                       |                 | Eclecticisme XIX Final                   | Vic C. Gurb, 51                                                | 41° 55′ 57″ N, 2° 15′ 08″ E / 41.932390°N,2.252201°E | IPA-24700     | Habitatge al carrer Gurb, 51 (Vic) · Vegeu més fotos d'aquest monument · Carregueu una nova foto d'aquest monument                           |
| Conjunt d'habitatges al carrer Gurb, 65-69                                         |                 | Obra popular, barroc XVIII Final         | Vic C. Gurb, 65-69                                             | 41° 55′ 58″ N, 2° 15′ 07″ E / 41.932640°N,2.251848°E | IPA-24701     | Conjunt d'habitatges al carrer Gurb, 65-69 (Vic) · Vegeu més fotos d'aquest monument · Carregueu una nova foto d'aquest monument             |
| Habitatge al carrer Gurb, 66                                                       |                 | Obra popular XIX                         | Vic C. Gurb, 66                                                | 41° 55′ 58″ N, 2° 15′ 07″ E / 41.932779°N,2.251841°E | IPA-24702     | Habitatge al carrer Gurb, 66 (Vic) · Vegeu més fotos d'aquest monument · Carregueu una nova foto d'aquest monument                           |
| Conjunt d'habitatges al carrer Gurb, 71-73                                         |                 | Obra popular XVIII                       | Vic C. Gurb, 71-73                                             | 41° 55′ 58″ N, 2° 15′ 06″ E / 41.932742°N,2.251726°E | IPA-24703     | Conjunt d'habitatges al carrer Gurb, 71-73 (Vic) · Vegeu més fotos d'aquest monument · Carregueu una nova foto d'aquest monument             |
| Habitatge al carrer Gurb, 79                                                       |                 | Obra popular XVIII Final                 | Vic C. Gurb, 79                                                | 41° 55′ 58″ N, 2° 15′ 06″ E / 41.932823°N,2.251593°E | IPA-24706     | Habitatge al carrer Gurb, 79 (Vic) · Vegeu més fotos d'aquest monument · Carregueu una nova foto d'aquest monument                           |
| Casa d'habitatges Pere Mas                                                         |                 | Obra popular, barroc XIX Mitjan          | Vic C. Gurb, 92-96                                             | 41° 55′ 59″ N, 2° 15′ 05″ E / 41.933190°N,2.251377°E | IPA-24710     | Casa d'habitatges Pere Mas (Vic) · Vegeu més fotos d'aquest monument · Carregueu una nova foto d'aquest monument                             |
| Casa Miquel Pujada i Serrat                                                        |                 | Eclecticisme XX Inici                    | Vic C. Gurb, 102-104 (enderrocat)                              | 41° 56′ 01″ N, 2° 15′ 04″ E / 41.933535°N,2.250975°E | IPA-24711     | Casa Miquel Pujada i Serrat (Vic) · Vegeu més fotos d'aquest monument · Carregueu una nova foto d'aquest monument                            |
| Habitatge al carrer Gurb, 103                                                      |                 | Obra popular XVIII Final                 | Vic C. Gurb, 103                                               | 41° 56′ 00″ N, 2° 15′ 04″ E / 41.933287°N,2.250996°E | IPA-24712     | Habitatge al carrer Gurb, 103 (Vic) · Vegeu més fotos d'aquest monument · Carregueu una nova foto d'aquest monument                          |
| El Pont de Queralt                                                                 |                 | Romànic XI                               | Vic Portalet                                                   | 41° 55′ 40″ N, 2° 15′ 23″ E / 41.927652°N,2.256405°E | IPA-24716     | El Pont de Queralt (Vic) · Vegeu més fotos d'aquest monument · Carregueu una nova foto d'aquest monument                                     |
| Església i Convent del Carme                                                       | BCIL 2011       | Barroc XVII                              | Vic Rbla. de Devallades                                        | 41° 55′ 53″ N, 2° 15′ 11″ E / 41.931272°N,2.253055°E | IPA-24740     | Església i Convent del Carme (Vic) · Vegeu més fotos d'aquest monument · Carregueu una nova foto d'aquest monument                           |
| Església dels Trinitaris                                                           | BCIL 2011       | Barroc XVII                              | Vic C. Sant Pere, 9                                            | 41° 55′ 39″ N, 2° 15′ 08″ E / 41.927384°N,2.252154°E | IPA-24741     | Església dels Trinitaris (Vic) · Vegeu més fotos d'aquest monument · Carregueu una nova foto d'aquest monument                               |
| Església de l'Hospital                                                             | BCIL 2011       | Barroc XVIII                             | Vic Rbla. Hospital, 30                                         | 41° 55′ 41″ N, 2° 15′ 08″ E / 41.927933°N,2.252093°E | IPA-24742     | Església de l'Hospital (Vic) · Vegeu més fotos d'aquest monument · Carregueu una nova foto d'aquest monument                                 |
| Casa Manuel Pladevall                                                              |                 | Noucentisme XX                           | Vic C. Gurb, 21                                                | 41° 55′ 54″ N, 2° 15′ 11″ E / 41.931708°N,2.253008°E | IPA-35900     | Casa Manuel Pladevall (Vic) · Vegeu més fotos d'aquest monument · Carregueu una nova foto d'aquest monument                                  |
| Casa Comella                                                                       | BCIL 2011       | XX                                       | Vic Pl. Santa Clara, 2 - c. Sant Antoni, 1-3                   | 41° 55′ 52″ N, 2° 15′ 20″ E / 41.931153°N,2.255652°E | IPA-36345     | Casa Comella (Vic) · Vegeu més fotos d'aquest monument · Carregueu una nova foto d'aquest monument                                           |
| Edifici d'habitatges a la rambla de les Davallades, 17                             | BCIL 2011       | Modernisme XX                            | Vic Rbla. de les Davallades, 17                                | 41° 55′ 51″ N, 2° 15′ 11″ E / 41.930933°N,2.253153°E | IPA-36365     | Edifici d'habitatges a la rambla de les Davallades, 17 (Vic) · Vegeu més fotos d'aquest monument · Carregueu una nova foto d'aquest monument |
| Casa de la Misericòrdia                                                            | BCIL 2011       | XVIII, XX                                | Vic C. Sant Pau, 1-3                                           | 41° 55′ 52″ N, 2° 15′ 31″ E / 41.931022°N,2.258493°E | IPA-36391     | Casa de la Misericòrdia (Vic) · Vegeu més fotos d'aquest monument · Carregueu una nova foto d'aquest monument                                |
| Conjunt d'edificacions Can Riera                                                   | BCIL 2011       | Modernisme XIX                           | Vic Pl. Sants Màrtirs, 14 - c. Misericòrdia                    | 41° 55′ 52″ N, 2° 15′ 30″ E / 41.931042°N,2.258365°E | IPA-36394     | Conjunt d'edificacions Can Riera (Vic) · Vegeu més fotos d'aquest monument · Carregueu una nova foto d'aquest monument                       |
| Casa de Ramon Bosch                                                                | BCIL 2011       | Eclecticisme XX                          | Vic Pl. dels Sants Màrtirs, 15 - c. Sant Pau                   | 41° 55′ 51″ N, 2° 15′ 31″ E / 41.930967°N,2.258489°E | IPA-36397     | Casa de Ramon Bosch (Vic) · Vegeu més fotos d'aquest monument · Carregueu una nova foto d'aquest monument                                    |
| Edifici d'habitatges al carrer Sant Pere, 9                                        | BCIL 2011       | Barroc XVII                              | Vic C. Sant Pere, 9                                            | 41° 55′ 39″ N, 2° 15′ 08″ E / 41.92750°N,2.25220°E   | IPA-36398     | Edifici d'habitatges al carrer Sant Pere, 9 (Vic) · Vegeu més fotos d'aquest monument · Carregueu una nova foto d'aquest monument            |
| Església Convent de les Carmelites                                                 | BCIL 2011       | Eclecticisme XIX                         | Vic C. de Santa Joaquima de Vedruna, 4-6                       | 41° 55′ 48″ N, 2° 15′ 34″ E / 41.929967°N,2.259375°E | IPA-36402     | Església Convent de les Carmelites (Vic) · Vegeu més fotos d'aquest monument · Carregueu una nova foto d'aquest monument                     |
| Sant Sixt de Miralplà                                                              | BCIL 2011       | XI, XVII                                 | Vic Carretera C-154, km 1                                      | 41° 55′ 42″ N, 2° 14′ 14″ E / 41.928421°N,2.237249°E | IPA-36405     | Sant Sixt (Vic) · Vegeu més fotos d'aquest monument · Carregueu una nova foto d'aquest monument                                              |
| Serra-rica                                                                         | BCIL 2011       |                                          | Vic Àrea de la Guixa                                           | 41° 54′ 59″ N, 2° 14′ 11″ E / 41.916446°N,2.236466°E | IPA-36407     | Carregueu una nova foto d'aquest monument |
| El Pontí                                                                           | BCIL 2011       | Obra popular                             | Vic Àrea del Pujolar                                           | 41° 54′ 22″ N, 2° 12′ 45″ E / 41.906142°N,2.212505°E | IPA-36408     | Carregueu una nova foto d'aquest monument |
| El Clarà                                                                           | BCIL 2011       | Obra popular                             | Vic Sentfores                                                  | 41° 55′ 00″ N, 2° 13′ 38″ E / 41.916773°N,2.227131°E | IPA-36409     | Carregueu una nova foto d'aquest monument |
| El Galí                                                                            | BCIL 2011       |                                          | Vic Àrea de Sant Joan del Galí                                 | 41° 55′ 49″ N, 2° 12′ 31″ E / 41.930401°N,2.208504°E | IPA-36410     | Carregueu una nova foto d'aquest monument |
| Edifici d'habitatges a la rambla de les Davallades, 1                              | BCIL 2011       | Eclecticisme XX                          | Vic Rbla. de les Davallades, 1 - c. Jacint Verdaguer, 4        | 41° 55′ 50″ N, 2° 15′ 11″ E / 41.930517°N,2.252961°E | IPA-36411     | Edifici d'habitatges a la rambla de les Davallades, 1 (Vic) · Vegeu més fotos d'aquest monument · Carregueu una nova foto d'aquest monument  |
| El Corral                                                                          | BCIL 2011       |                                          | Vic Àrea de Sant Joan del Galí                                 | 41° 55′ 49″ N, 2° 12′ 31″ E / 41.930178°N,2.208730°E | IPA-36412     | Carregueu una nova foto d'aquest monument |
| El Roure                                                                           | BCIL 2011       | Obra popular                             | Vic Àrea de Sant Joan del Galí                                 | 41° 55′ 42″ N, 2° 12′ 39″ E / 41.928265°N,2.210843°E | IPA-36413     | Carregueu una nova foto d'aquest monument |
| Puigdases                                                                          | BCIL 2011       | Obra popular                             | Vic Àrea de Sant Joan del Galí                                 | 41° 55′ 37″ N, 2° 13′ 46″ E / 41.927057°N,2.229571°E | IPA-36414     | Carregueu una nova foto d'aquest monument |
| Mas Gran                                                                           | BCIL 2011       | Obra popular                             | Vic Àrea Serra-de-senferm                                      | 41° 54′ 21″ N, 2° 15′ 18″ E / 41.905903°N,2.254982°E | IPA-36415     | Mas Gran (Vic) · Vegeu més fotos d'aquest monument · Carregueu una nova foto d'aquest monument                                               |
| Torre dels Frares                                                                  | BCIL 2011       | Obra popular XVII                        | Vic                                                            | 41° 55′ 53″ N, 2° 14′ 44″ E / 41.931275°N,2.245661°E | IPA-36416     | Torre dels Frares (Vic) · Vegeu més fotos d'aquest monument · Carregueu una nova foto d'aquest monument                                      |
| El Graell                                                                          | BCIL 2011       | Obra popular                             | Vic                                                            | 41° 55′ 23″ N, 2° 14′ 40″ E / 41.923003°N,2.244364°E | IPA-36417     | El Graell (Vic) · Vegeu més fotos d'aquest monument · Carregueu una nova foto d'aquest monument                                              |
| Sant Llorenç                                                                       | BCIL 2011       | Obra popular                             | Vic                                                            | 41° 55′ 21″ N, 2° 14′ 21″ E / 41.922422°N,2.239169°E | IPA-36418     | Sant Llorenç (Vic) · Vegeu més fotos d'aquest monument · Carregueu una nova foto d'aquest monument                                           |
| Molí medieval a la masia de Sant Llorenç del Graell                                | BCIL 2007       |                                          | Vic El Graell                                                  | 41° 55′ 21″ N, 2° 14′ 21″ E / 41.922412°N,2.239157°E | IPA-36725     | Carregueu una nova foto d'aquest monument |
| Pont del Gurri                                                                     |                 | Obra popular XX                          | Vic Sobre el Gurri                                             | 41° 55′ 37″ N, 2° 16′ 02″ E / 41.926974°N,2.267114°E | IPA-36957     | Pont del Gurri (Vic) · Vegeu més fotos d'aquest monument · Carregueu una nova foto d'aquest monument                                         |
| Pont de Sant Jaume                                                                 |                 | Obra popular                             | Vic Sobre el torrent de Sant Jaume                             | 41° 55′ 19″ N, 2° 15′ 55″ E / 41.921935°N,2.265208°E | IPA-36958     | Carregueu una nova foto d'aquest monument |
| Pont del Remei                                                                     |                 | Obra popular XIV                         | Vic Sobre el Mèder                                             | 41° 55′ 28″ N, 2° 14′ 59″ E / 41.924566°N,2.249799°E | IPA-36959     | Pont del Remei (Vic) · Vegeu més fotos d'aquest monument · Carregueu una nova foto d'aquest monument                                         |
| Pont de Can Caseta, Pont del Gurri                                                 |                 | Obra popular XIII                        | Vic                                                            | 41° 55′ 37″ N, 2° 16′ 02″ E / 41.926985°N,2.267096°E | IPA-36960     | Pont de Can Caseta (Vic) · Vegeu més fotos d'aquest monument · Carregueu una nova foto d'aquest monument                                     |
| Pont de la Cabreta                                                                 |                 | Obra popular                             | Vic Sobre la riera de Rimentol                                 | 41° 57′ 13″ N, 2° 15′ 26″ E / 41.953730°N,2.257285°E | IPA-36961     | Carregueu una nova foto d'aquest monument |
| Poua del Pla dels Estudiants, pou de glaç                                          |                 | Obra popular XVII                        | Vic Pg. d'en Pep Ventura                                       | 41° 55′ 33″ N, 2° 14′ 27″ E / 41.925862°N,2.240739°E | IPA-37162     | Carregueu una nova foto d'aquest monument |
| Molí de Salguera, Salt del Molí                                                    |                 | Obra popular XVII-XVIII                  | Vic                                                            |                                                      | IPA-40883     | Carregueu una nova foto d'aquest monument |
| Església i Convent de les Josefines                                                | BCIL 2011       | Noucentisme XX                           | Vic C. Santa Joaquima Vedruna                                  | 41° 55′ 50″ N, 2° 15′ 36″ E / 41.930463°N,2.259914°E | IPA-43536     | Església i Convent de les Josefines (Vic) · Vegeu més fotos d'aquest monument · Carregueu una nova foto d'aquest monument                    |
| Casa Illa i Galeries Montseny                                                      | BCIL 2011       | XX                                       | Vic C. Jacint Verdaguer, 20                                    | 41° 55′ 51″ N, 2° 15′ 06″ E / 41.930709°N,2.251608°E | IPA-43538     | Casa Illa i Galeries Montseny (Vic) · Vegeu més fotos d'aquest monument · Carregueu una nova foto d'aquest monument                          |
| Mas Joan                                                                           | BCIL 2011       | XVII, XIX                                | Vic Àrea de la Serra-de-senferm                                | 41° 54′ 44″ N, 2° 15′ 20″ E / 41.912255°N,2.255655°E | IPA-43539     | Carregueu una nova foto d'aquest monument |
| Mas Font de Sant Pere                                                              | BCIL 2011       | Modernisme                               | Vic Entre l'av. del Països Catalans i el riu Gurri             | 41° 55′ 23″ N, 2° 15′ 55″ E / 41.923131°N,2.265241°E | IPA-43540     | Carregueu una nova foto d'aquest monument |
| Font de la rambla del Carme                                                        | BCIL 2011       |                                          | Vic Rbla. del Carme                                            | 41° 55′ 52″ N, 2° 15′ 14″ E / 41.931228°N,2.254000°E | IPA-43559     | Font de la rambla del Carme (Vic) · Vegeu més fotos d'aquest monument · Carregueu una nova foto d'aquest monument                            |
| Font de la plaça dels Màrtirs                                                      | BCIL 2011       |                                          | Vic Pl. dels Sants Màrtirs                                     | 41° 55′ 51″ N, 2° 15′ 29″ E / 41.930897°N,2.258170°E | IPA-43560     | Font de la plaça dels Màrtirs (Vic) · Vegeu més fotos d'aquest monument · Carregueu una nova foto d'aquest monument                          |
| Font del carrer de Gurb                                                            | BCIL 2011       |                                          | Vic C. de Gurb, 45-47                                          | 41° 55′ 56″ N, 2° 15′ 09″ E / 41.932299°N,2.252389°E | IPA-43561     | Font del carrer de Gurb (Vic) · Vegeu més fotos d'aquest monument · Carregueu una nova foto d'aquest monument                                |
| Font de Sant Pere                                                                  | BCIL 2011       | Noucentisme XX                           | Vic Entre l'av. dels Països Catalans i el riu Gurri            | 41° 55′ 24″ N, 2° 15′ 54″ E / 41.923228°N,2.264889°E | IPA-43562     | Font de Sant Pere (Vic) · Vegeu més fotos d'aquest monument · Carregueu una nova foto d'aquest monument                                      |
| Seu dels Jutjats                                                                   |                 | Racionalisme XX                          | Vic C. del Bisbe Morgades, 2                                   | 41° 55′ 42″ N, 2° 15′ 05″ E / 41.92840°N,2.25150°E   | IPA-46282     | Seu dels Jutjats (Vic) · Vegeu més fotos d'aquest monument · Carregueu una nova foto d'aquest monument                                       |
| Edifici d'apartament Puig-Porret                                                   |                 | Darreres tendències 1992-1994            | Vic C. de Jacint Verdaguer, 15-17                              | 41° 55′ 50″ N, 2° 15′ 06″ E / 41.93052°N,2.25175°E   | IPA-46288     | Edifici d'apartament Puig-Porret (Vic) · Vegeu més fotos d'aquest monument · Carregueu una nova foto d'aquest monument                       |